# بدينغتون (بيدفوردشير)
بدينغتون (بالإنجليزية: Podington)‏ هي قرية وأبرشية مدنية تقع في المملكة المتحدة في إنجلترا.